# Julius Kiennast
Das Handelshaus Julius Kiennast ist eine in Niederösterreich beheimatete Firmengruppe, die in den Bereichen Lebensmitteleinzel- und Großhandel (Nah&Frisch), in der Zustellung bei Gastronomiebetrieben sowie in der Österreich weiten Belieferung von Tankstellenshops und Kiosken der Justizanstalten tätig ist. Weiters wird im Stammhaus in Gars am Kamp ein Kaufhaus mit den Sparten Lebensmittel Nah & Frisch, einer Trafik mit POST Partnershop, eine Modeabteilung und eine SHELL Service Station betrieben. Das Unternehmen hat eine Vorgeschichte von mehr als 430 Jahren und ist somit eines der ältesten noch aktiven Handelshäuser in Österreich.

## Geschichte
Am Firmensitz Gars am Kamp wurde bereits 1585 ein Geschäft urkundlich erwähnt, 1710 übernahm Mathias Kiennast durch Heirat den Laden. 1910 wurde eine Benzin-Zapfsäule errichtet, Treibstofflieferant ist seit 1925 Shell. Ab 1956 wurde der Großhandel für die Kaufleuteorganisation A&O übernommen, die später auch als Nah&Frisch firmierte. Mitte der 1990er Jahre startete die Belieferung der niederösterreichischen Lagerhäuser (RWA) mit Frischdienst und Trockensortiment. Mit den im Jahr 1998 erfolgten Umstrukturierungen entstand die heutige Form der Firmengruppe. Die 2010 durchgeführte Jubiläumsfeier stand unter dem Titel: 300 Jahre Firma Kiennast mit der Tradition von 430 Jahren Handelshaus. Mit Eurogast, einem Zusammenschluss österreichischer Gastronomiegroßhändler, wird seit Anfang 2011 kooperiert.
2016 verstärkte Firma Kiennast als strategischer Partner die Zukunft des Unternehmens Ignaz Pilz & Söhne GmbH und übernimmt die Mehrheit am Unternehmen.

## Heute
Die heutige Firmenstruktur besteht aus den Firmen Julius Kiennast Lebensmittelgroßhandel GmbH, Pilz&Kiennast Handels GmbH, Julius Kiennast Einzelhandels GmbH, Kiennast Holding GmbH und Julius Kiennast e.U.
Das Handelshaus unterhält vier Vertriebslinien. Der erste Geschäftszweig ist der Großhandel für mehr als 200 Nahversorger-Geschäfte, unter anderem von Nah&Frisch (65 Outlets) und Lagerhaus (10 Standorte). Die zweite Vertriebsschiene betreut als Partner der Eurogast rund 2.000 Gastronomiebetriebe, Hotels, Großküchen und Catering-Unternehmen. Der dritte Umsatzbringer ist über die Shop Top Service die Belieferung von 250 Tankstellen-Shops, davon 30 Shops mit dem Nahversorgerkonzept „Nah&Frisch punkt“. Als vierter Betriebsteil wird noch ein Kaufhaus in Gars am Kamp betrieben, integriert sind Nah&Frisch-Supermarkt,  Modeabteilung, Trafik mit Postpartnershop und eine SHELL Tankstelle. Im Jahr 2019 wurde mit 336 Mitarbeitern ein Umsatz von rund 99,3 Millionen Euro erzielt.
Beteiligungen: Anteile werden gehalten an der Shop Top Service GmbH (je 50 % Kiennast und Wedl), 51 % Pilz&Kiennast, 33,3 % ÖGS, 8,33 % bei der Eurogast Österreich GmbH sowie 25 % der ZEV „Nah&Frisch“ Marketingservice GmbH. In der ZEV ist Kiennast einer von 3 Gesellschaftern. Weiters ist Kiennast Mitglied der MARKANT Österreich.
Kommerzialrat Julius Kiennast ist seit 2010 als Obmann des Bundesgremiums Lebensmittelhandel der Wirtschaftskammer Österreich tätig.